# ACSM6
ACSM6 (англ. Acyl-CoA synthetase medium chain family member 6) – білок, який кодується однойменним геном, розташованим у людей на 10-й хромосомі. Довжина поліпептидного ланцюга білка становить 480 амінокислот, а молекулярна маса — 53 585.
| 10         |  | 20         |  | 30         |  | 40         |  | 50         |
| ---------- |  | ---------- |  | ---------- |  | ---------- |  | ---------- |
| MLGRFQPFSL |  | VRSFRLGFEA |  | CCYPNQKCAT |  | QTIRPPDSRC |  | LVQAVSQNFN |
| FAKDVLDQWS |  | QLEKDGLRGP |  | YPALWKVSAK |  | GEEDKWSFER |  | MTQLSKKAAS |
| ILSDTCALSH |  | GDRLMIILPP |  | TPEAYWICLA |  | CVRLGITFVP |  | GSPQLTAKKI |
| RYQLRMSKAQ |  | CIVANEAMAP |  | VVNSAVSDCP |  | TLKTKLLVSD |  | KSYDGWLDFK |
| KLIQVAPPKQ |  | TYMRTKSQDP |  | MAIFFTKGTT |  | GAPKMVEYSQ |  | YGLGMGFSQA |
| SRRWMDLQPT |  | DVLWSLGDAF |  | GGSLSLSAVL |  | GTWFQGACVF |  | LCHMPTFCPE |
| TVLNVLSRFP |  | ITTLSANPEM |  | YQELLQHKCF |  | TSYRFKSLKQ |  | CVAAGGPISP |
| GVIEDWKRIT |  | KLDIYEGYGQ |  | TETGLLCATS |  | KTIKLKPSSL |  | GKPLPPYIVQ |
| IVDENSNLLP |  | PGEEGNIAIR |  | IKLNQPASLY |  | CPHMVSWEEY |  | ASARGHMLYL |
| TGDRGIMDED |  | GYFWWSGRVD |  | DVANALGQRL |  |            |  |            |

A: Аланін

C: Цистеїн

D: Аспарагінова кислота

E: Глутамінова кислота

F: Фенілаланін

G: Гліцин

H: Гістидин

I: Ізолейцин

K: Лізин

L: Лейцин

M: Метіонін

N: Аспарагін

P: Пролін

Q: Глутамін

R: Аргінін

S: Серин

T: Треонін

V: Валін

W: Триптофан

Кодований геном білок за функцією належить до лігаз. 
Задіяний у таких біологічних процесах, як метаболізм жирних кислот, метаболізм ліпідів, альтернативний сплайсинг. 
Білок має сайт для зв'язування з АТФ, нуклеотидами, іонами металів, ГТФ, іоном магнію. 
Локалізований у мітохондрії.